# زعتر ألفرد
زعتر ألفرد (باللاتينية: Thymus alfredae) نوع نباتي ينتمي إلى جنس الزعتر من الفصيلة الشفوية.[إخفاق التحقق]

## الموئل والانتشار
موطنه بلاد الشام.